# 互对醉鱼草
互对醉鱼草（学名：Buddleja wardii）是玄参科醉鱼草属的植物，为中国的特有植物。分布在中国大陆的西藏等地，生长于海拔3,000米至3,600米的地区，多生长于山地以及山谷灌木丛，目前尚未由人工引种栽培。

## 别名
高山醉鱼草（西藏植物志）

## 异名
- Buddleja tsetangensis Marq.